# 里氏白肌銀魚
里氏白肌銀魚（学名：Leucosoma reevesi）為輻鰭魚綱胡瓜魚目銀魚科的其中一種，熱帶淡水魚，分布於亞洲中國淡水流域，棲息在底中層水域，生活習性不明。

## 扩展阅读
- 維基物種上的相關：里氏白肌銀魚